# 船内郵便局
船内郵便局（せんないゆうびんきょく）とは、定期的に航行する船舶の船内に設置される日本郵便株式会社の店舗一般のこと。管理は東京支社が行う。
なお、正確には、2007年10月1日（郵政民営化）以後は「船内分室」である。

## 船内郵便局の一覧
| 店舗名                                           | 船名       | 運航者     |
| ------------------------------------------------ | ---------- | ---------- |
| シップ・フォー・ワールド・ユース・リーダーズ船内 | にっぽん丸 | 内閣府     |
| 東南アジア青年の船船内                           | にっぽん丸 | 内閣府     |
| 南極観測船しらせ船内                             | しらせ     | 海上自衛隊 |
| 昭和基地内                                       | 昭和基地   | 文部科学省 |

## 概要
旗国主義の原則から船舶には旗国の排他的管轄権が及ぶため、日本船籍の船舶には、公海を航行中においても日本の法令が適用される。刑法・医療はもちろんのこと、船内で投函する郵便も日本の法令の下、日本郵政グループの管理下になる。
日本の船内郵便局は、1905年（明治38年）に、下関港と釜山港を結ぶ関釜連絡船内に開局したのが最初といわれている。かつて、太平洋横断航路が華やかなりし頃は、日本郵船や商船三井などの定期客船においても船内郵便局が設置されていたが、海外旅行の足が飛行機になって以降は次第に縮小していき、現在では、政府主催の、船舶を用いた長期にわたる海外交流事業や、自衛隊海外派遣に用いられる海上自衛隊の艦船、南極観測船や昭和基地にて設置される程度である。
基本的に、船舶が航行中のみの営業であり、当該船舶の帰港後は速やかに閉店となり、担当支店が事務を引き継ぐ。
営業内容は、船内で投函された郵便物の受付、消印の押印、船内乗組員への郵便物の配達、切手類の販売、船外の一般利用者からの風景印などの各種消印押印依頼への対応などである。
船内郵便局は、日本郵便株式会社の従業員ではなく、船員や自衛隊員に業務委託される。ゆうちょ銀行やかんぽ生命保険の業務は行っていない。なお、郵政民営化前は普通郵便局という扱いだった。

## 船内郵便局で使用される消印について
戦前期においては、内航航路では和文櫛型印、外航航路では外国郵便の交換局であったこともあり、欧文櫛型印や欧文表記の風景印（全ての船内局で使われたわけではない）が主に用いられていた。
戦後、船内局は外航航路のみに限られたことから、欧文表記の消印が主流となった。
現在開設されている船内局のうち、南極観測船しらせ船内分室及び昭和基地内分室以外は欧文表記の消印を使用、上記二分室のみが、和文表記の消印を使用している。
また、風景印は、自衛隊海外派遣に用いられる海上自衛隊の艦船では使用されていない。

## 船内郵便局への郵便物の投函について
- 乗客として乗船した場合は、通常の郵便局同様に、開店中（公海上にあるとき）に窓口で差し出すか、船内のポストに投函することができる。
- 自衛隊海外派遣に用いられる海上自衛隊の艦船の場合、必ずしも派遣される艦船すべてに船内店舗が開設されるわけではない。このため、船内店舗がない艦船の乗員は寄港時に店舗開設艦船に立ち寄って郵便物を差し立て、出港後開店した後にその郵便物を引き受けている。
- 郵頼の際は、以下の住所に郵便物を投函する。

〒100-8799 東京都中央区銀座8丁目20-26 日本郵便株式会社銀座郵便局気付 「○○（船内郵便局名）」スタンプ係
ただし、南極への物資輸送を行う「しらせ」は、年に1往復しかしないため、「昭和基地内分室」と「しらせ船内分室」の消印押印依頼を受け付けるのは、年に一度「しらせ」が出航する直前だけである。
世界青年の船や東南アジア青年の船の船内郵便局への風景印等の消印押印依頼も、出港前に一度にまとめて行われる。
また、自衛隊海外派遣中の海上自衛隊艦内局については、多くの押印依頼が殺到すると通常業務に支障をきたす恐れがあるため、郵頼を原則として受け付けないこととしている。
船内郵便局への投函や消印の押印依頼については、日本郵便株式会社の郵便局に問い合わせるか、同社東京支社のウェブサイトを見て確認することが必要である。